# 亚瑟王 (电影)
2004年7月7日上映于美国、英国、爱尔兰的战争片，電影基於20世紀後半學界提出的亞瑟傳說可能源於羅馬帝國末期將領的假說，以最後的羅馬人的形象與觀點詮釋了亞瑟王的故事。电影的导演是安东尼·法奎，主演是克里夫·欧文、凯拉·奈特利、艾恩·古福特、麦德斯·米科尔森。

## 剧情
公元 5 世紀，垂死的羅馬帝國將從不列顛尼亞撤退；面對賽爾特原住民鯨面人日漸頻繁的侵擾，人稱“亞瑟”的輔助騎兵指揮官阿爾托里烏斯·卡斯圖斯（Artorius Castus）所率領的薩爾馬提亞人武士是羅馬在當地碩果僅存的精銳。就在亞瑟與屬下正要從漫長的役期中恢復自由之身之際，日耳曼努斯主教卻命令他們完成最後一項任務：跨越哈德良長城撤離一個重要的羅馬家庭，以將未來教皇的可能人選少年阿萊克托從入侵撒克遜人徹迪克和他的兒子金里克的兵鋒下拯救出來。亞瑟和他剩下的部屬——蘭斯洛特、崔斯坦、加拉哈德、博爾斯、高文和達格內特——不情願地接受了任務。
到達目的地後，他們發現拒絕離開的羅馬族長馬呂斯殘酷對待當地居民，這激怒了亞瑟，他從一處地窖救出了兩名遭到折磨的鯨面人──名叫桂妮薇兒的女子與她的弟弟盧卡，亞瑟釋放了兩人，並給了馬呂斯一個最後通牒：隨他們離開，否則就被俘虜。亞瑟與騎士組織起一支難民車隊，帶領當地居民撤往長城，但這也給了塞迪克追擊的可趁之機。
在撤退中，玩世不恭的蘭斯洛特對獨立主見的桂妮薇兒表現出興趣，而桂妮薇兒則是一再挑戰亞瑟對羅馬的憧憬，此時馬呂斯領導了一場未遂叛變，但被桂妮薇兒殺死。而亞瑟也從萊克托那裡得知日耳曼努斯與其他主教們已因信仰問題處決了被亞瑟視為導師的開明派人物佩拉吉烏斯，令亞瑟對羅馬的信念首次感到幻滅。而後，亞瑟因桂妮薇兒的設計與塞爾特人傳說中的首領梅林見面，梅林希望敵我之間公認的傳奇英雄亞瑟能帶領賽爾特人對抗薩克遜人，並訴諸亞瑟的半賽爾特人血統，但亞瑟因兩方長久以來的仇恨而顯得猶豫，並提及了石中劍傳說的真相──年幼的亞瑟奔向父親的墳前試圖拔出鏽劍，徒勞地想從賽爾特人釋放的火勢中救出母親。
辛里克率領的薩克遜人前鋒追上了車隊，迫使騎士們在一條結冰湖穿過的山口斷後，最後靠達格內特以斧頭劈開湖冰阻斷了撒克遜人的推進，但達格內特也在此捐軀。眾人成功退入長城，騎士們也得到了歸鄉所需的通行證，而亞瑟卻得出了自己的結論，決定為這片自己真正的歸屬之地而戰。交戰前夕，他目送羅馬軍隊與騎士撤離，並與桂妮薇兒發生了一夜纏綿。
當薩克遜大軍兵臨長城，亞瑟單槍匹馬地出現，徹迪克上前與之交談，稱亞瑟彷彿是他入侵以來一再聽人提及的鬼魅，自己十分期待能夠殺死他，而亞瑟也立誓將斬殺對方。戰鬥開始，賽爾特人在亞瑟的指揮下利用羅馬遺留下來的投石機擾亂了敵人，而騎士們的歸來也使戰況出現轉機，在戰鬥的高潮，金里克壓倒了桂妮薇兒。蘭斯洛特幫助她殺死了金里克，但也因此傷重殞命。徹迪克則殺死了崔斯坦，但也隨既被亞瑟斬殺，薩克遜人的入侵隨著頭目之死而一敗塗地。
劇末，亞瑟和桂妮薇兒結婚，梅林宣布亞瑟為不列顛之王。亞瑟成為了賽爾特人與留下的羅馬人的領袖，他承諾帶領不列顛人對抗未來的入侵者。屬於崔斯坦、達格內特和蘭斯洛特的三匹馬在大地上自由奔跑，他們將隨圓桌武士的傳奇代代為人所銘記。

## 演员
| 演员              | 角色           | 备注                                           |
| 克萊夫·歐文       |                |                                                |
| 凯拉·奈特利       | 桂妮薇兒       |                                                |
| 艾恩·古福特       | 兰斯洛特       |                                                |
| 麦德斯·米科尔森   | 崔斯坦         |                                                |
| 乔尔·埃哲顿       | 高文           |                                                |
| 休·丹西           | 加拉哈德       |                                                |
| 雷·溫斯頓         | 鲍斯           |                                                |
| 雷·史蒂文森       | 达葛奈         |                                                |
| 斯蒂芬·迪兰       | 梅林           |                                                |
| 斯特兰·斯卡斯加德 | 撒克逊首领     | 历史上威塞克斯王朝的彻迪克（Cerdic of Wessex） |
| 蒂尔·施威格       | 撒克逊首领之子 | 历史上威塞克斯王朝的金里克（Cynric of Wessex） |
| 肖恩·吉尔德       | 乔伊斯         |                                                |
| 肯·斯托特         | 马綠斯·荷諾里  |                                                |